# Malte Neuendorf

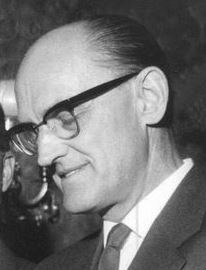
Malte Neuendorf.

Fritz Albert Malte Neuendorf, född 28 november 1911 i Skövde, död 4 april 1996, var en svensk arkitekt. 
Neuendorf, som var son till arkitekt Frans Albert Neuendorf och Elvira Palmgren, avlade realexamen i Skövde 1927 och ingenjörsexamen vid Borås tekniska elementarskola 1934. Han var anställd vid kemiska kontrollanstalten i Borås 1934, vid Varberg–Borås–Herrljunga Järnväg 1935–1936 och vid AB Arvid Pelin i Borås 1936–1937. Han blev delägare i arkitektfirman F.A. Neuendorf i Skövde 1938, innehavare av denna 1946 och var innehavare av arkitektfirman Edvin Neuendorf från 1947. Han var byggnadskonsulent i bland annat Tidans, Skultorps och Fridene landskommuner. Han var ställföreträdande civilförsvarschef i Skövde från 1940. Han var styrelseledamot i Rockwool AB, Skövde Gasbetong AB och Svenska Durox AB.